# Kardoliński Grzbiet

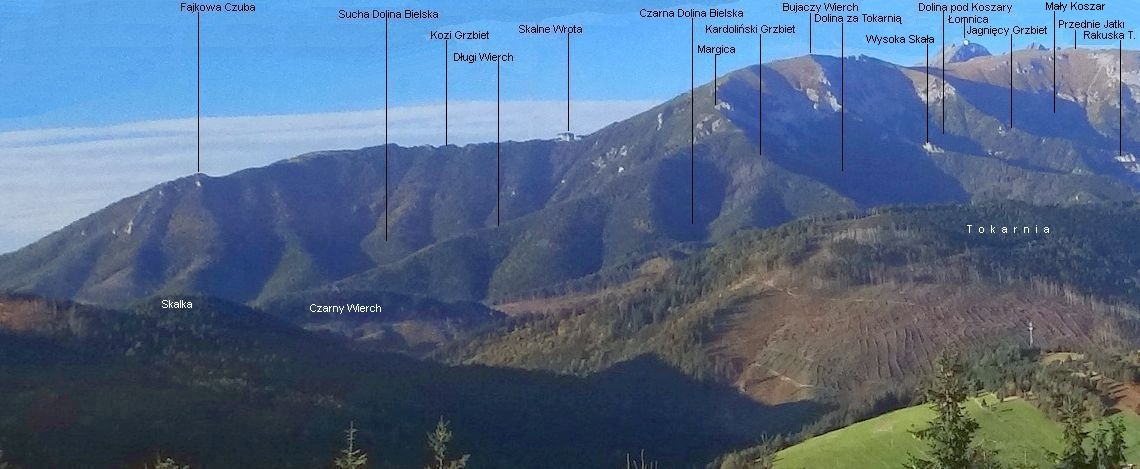
Granie na północnych zboczach Tatr Bielskich. Widok z Magury Spiskiej

Kardoliński Grzbiet (słow. Kardolínsky chrbát) – grzbiet będący przedłużeniem grzbietu Margicy w słowackich Tatrach Bielskich. Na wysokości około 1600 m Margica rozgałęzia się na dwa grzbiety; Kardoliński Grzbiet (orograficznie lewy) i Długi Wierch (prawy). Kardoliński Grzbiet tworzy dolną część  prawych zboczy Doliny za Tokarnią i oddziela ją od Doliny Czarnej. 
Kardoliński Grzbiet opada początkowo w kierunku północno-wschodnim, a potem wschodnim. Kolejno od południa na północ znajdują się w nim: Kardolińska Przełęcz Wyżnia (ok. 1100 m), Kardoliński Wierch (ok. 1127 m), Kardolińska Przełęcz (ok. 970 m) i Czarny Wierch (1054 m). Na wysokości około 1500 m grzbiet rozgałęzia się na dwa ramiona:
- ramię lewe (północne) oddzielające Babią Dolinę od Kardolińskiego Żlebu
- ramię prawe (wschodnie) oddzielające Dolinę za Tokarnią od Doliny Czarnej[2]

Kardoliński Grzbiet tylko w najwyższej swojej części jest porośnięty kosodrzewiną, resztę zboczy porasta las, w nielicznych tylko jego miejscach znajdują się niewielkie skały. Północne zbocza trawersują dwie ścieżki. 
Nazwa grzbietu jest autorstwa Władysława Cywińskiego. 